# Kościół Najświętszej Maryi Panny Królowej Polski we Wrocławiu-Jerzmanowie
Kościół Najświętszej Maryi Panny Królowej Polski – rzymskokatolicki kościół parafialny należący do dekanatu Wrocław zachód (Leśnica) archidiecezji wrocławskiej. Znajduje się na osiedlu Jerzmanowo.
Jest to budowla wzniesiona w stylu neoromańskim dla protestantów w 1880 roku na miejscu starszej drewnianej świątyni z 1743 roku. Od 1945 roku Kościół należy do katolików, od 1972 roku pełni funkcję kościoła parafialnego. Świątynia została wybudowana z cegły i charakteryzuje się apsydą i wysoką wieżą na planie kwadratu. Wyposażenie wnętrza pochodzi z czasów budowy i zostało zmodernizowane w latach 1930-1931 i po 1966 roku, kiedy częściowo zostały zdemontowane empory.
Świątynia posiada organy wykonane w 1880 roku przez świdnicką firmę Schlag. Instrument posiada 20 głosów oraz mechaniczne: trakturę gry i trakturę rejestrów.